# União das Freguesias de São Jorge e Ermelo
Die União das Freguesias de São Jorge e Ermelo ist eine portugiesische Gemeinde (Freguesia) im Kreis (Concelho) Arcos de Valdevez im Nordwesten Portugals.

## Geschichte
Die Gemeinde entstand im Zuge der Gebietsreform vom 29. September 2013 durch die Zusammenlegung der ehemaligen Gemeinden São Jorge und Ermelo. São Jorge wurde Sitz der neuen Verwaltung.

## Demographie
| Freguesia | Freguesia          | Freguesia | Freguesia       | ehemalige Freguesias | ehemalige Freguesias | ehemalige Freguesias | ehemalige Freguesias |
| --------- | ------------------ | --------- | --------------- | -------------------- | -------------------- | -------------------- | -------------------- |
| Wappen    | Freguesia          | Einwohner | Fläche in (km²) | Wappen               | Freguesia            | Einwohner            | Fläche in (km²)      |
|           | São Jorge e Ermelo | 713       | 24,18           |                      | São Jorge            | 718                  | 11,67                |
|           | São Jorge e Ermelo | 713       | 24,18           | Ermelo               | 92                   | 12,51                |                      |